# Heterostiquio
En métrica, se denomina heterostiquio a cada una de las partes desiguales en que queda dividido un verso de arte mayor por la cesura. Por ejemplo, si encontramos un verso decasílabo dividido en dos partes de 6 y 4 sílabas respectivamente, estamos frente a dos heterostiquios. Serían hemistiquios si fuesen dos partes iguales (5 + 5).